# Jatwieź Duża
Jatwieź Duża is een plaats in het Poolse district  Sokólski, woiwodschap Podlachië. De plaats maakt deel uit van de gemeente Suchowola en telt 330 inwoners.

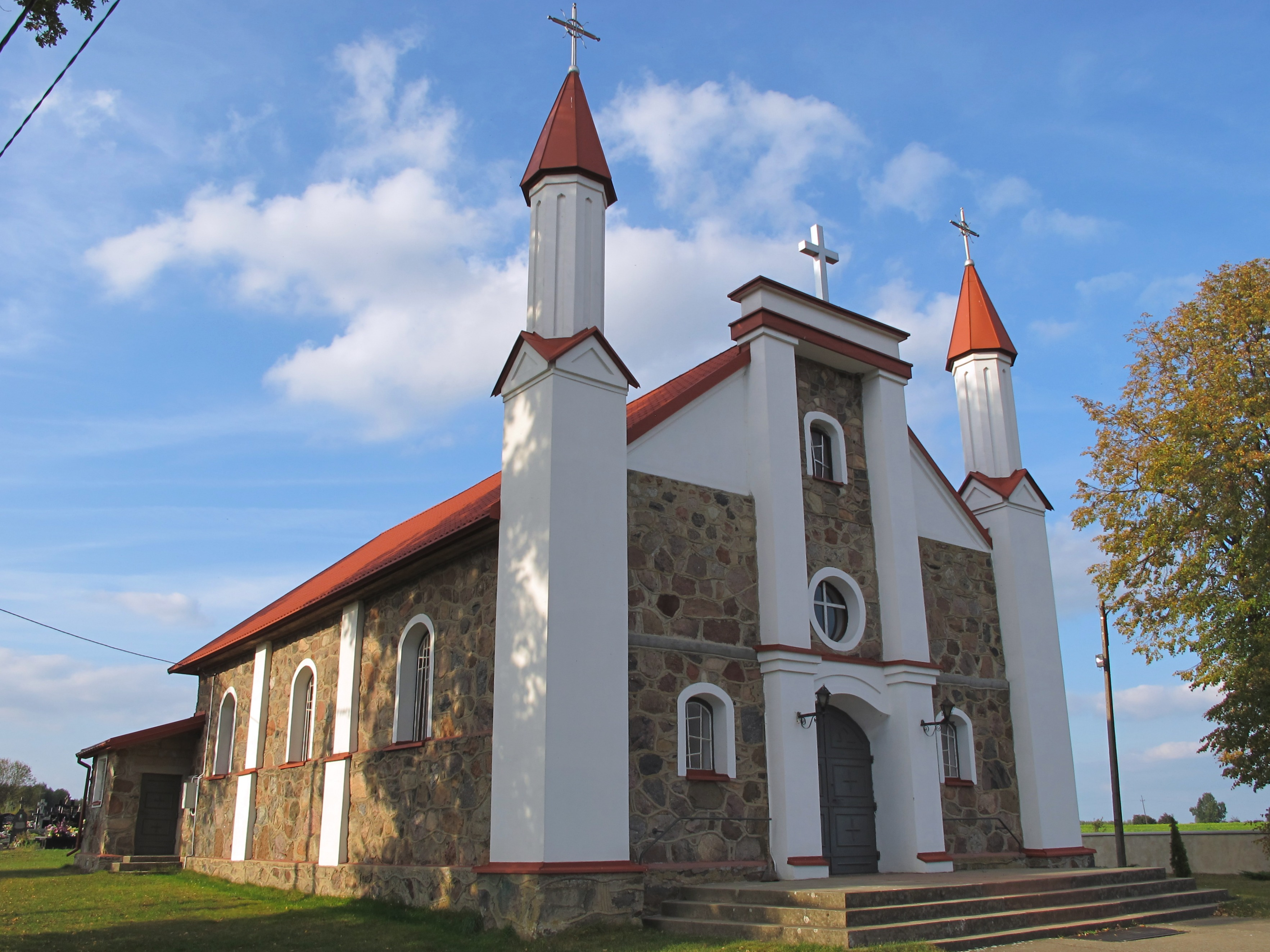
Kerk o.l.v. van de vertroosting, Jatwieź Duża